# Cayo Santa María
Cayo Santa María es una isla frente a la costa norte central de Cuba en el archipiélago Jardines del Rey. La isla está conectada por carretera y puente con la ciudad de Caibarién en la isla principal. Cayo Santa María es bien conocido por sus playas de arena blanca y sus lujosos resorts con todo incluido.
El nombre "Cayo Santa María" también se utiliza para referirse a toda la zona turística, que comprende una cadena de tres islas conectadas por la calzada.

## Geografía

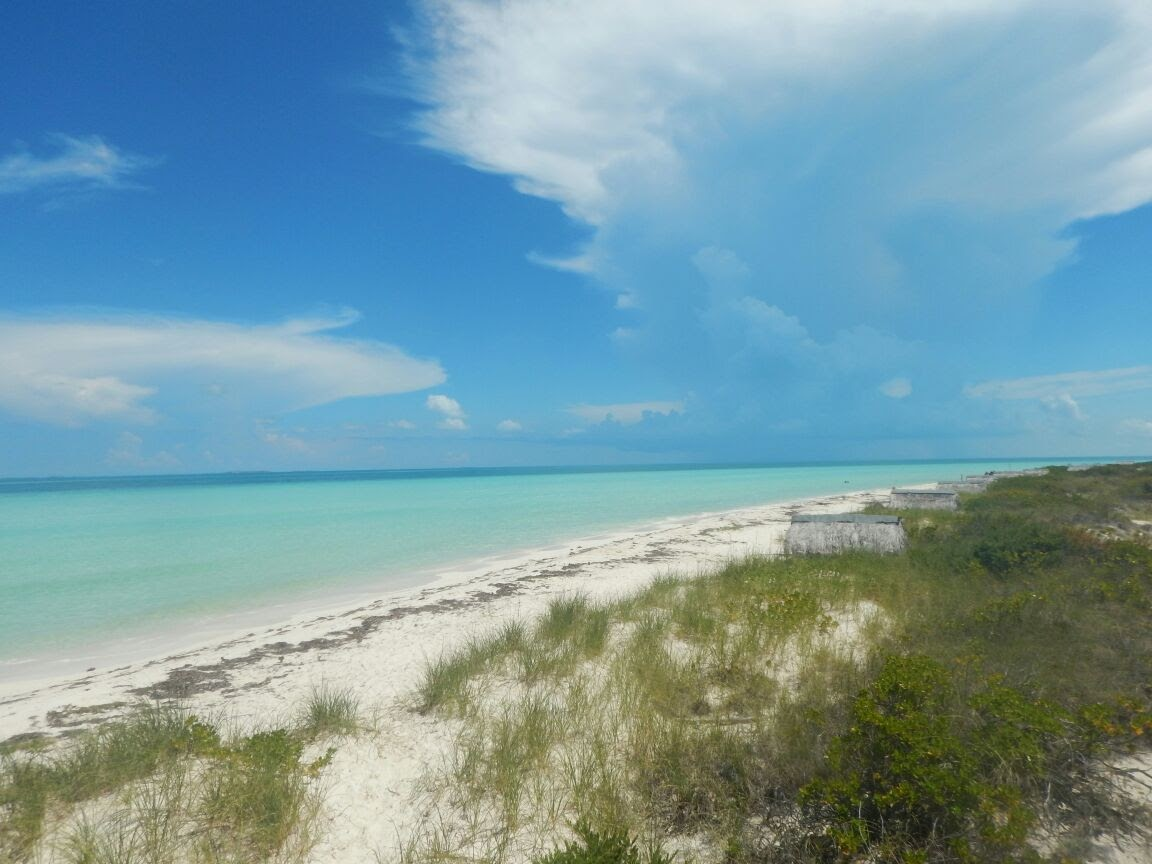
Playa en Cayo Santa Maria.

La isla está unida al continente cerca de Caibarién por una calzada de 48 km, parte de la Carretera a Cayo Santa María, construida entre 1989 y 1999 por la Campaña de Las Villas. La isla es administrada como parte de Caibarién, un municipio de la provincia de Villa Clara.